# E44号線
E44号線 (E44ごうせん、英: European route E44) はヨーロッパを東西に走っている欧州自動車道路のAクラス幹線道路。

## 経路

### 経過する主要都市
- フランス
  - E05号線 - ル・アーヴル
  - アミアン
  - E46号線 - シャルルヴィル＝メジエール
- ルクセンブルク
  - E29号線,E25号線,E421号線 - ルクセンブルク市
- ドイツ
  - E422号線 - トリーア
  - E31号線 - コブレンツ
  - E40号線,E41号線,E451号線 - ギーセン